# Hydrobryopsis
Hydrobryopsis là một chi thực vật có hoa trong họ Podostemaceae.

## Loài
Chi Hydrobryopsis gồm các loài: